# Islas Marías
Islas Marías (Wyspy Marii) – archipelag na Oceanie Spokojnym, ok. 100 km na zachód od Meksyku, od miasta Nayarit, składający się z czterech wysp i kilku skał, największa wyspa María Madre jest zamieszkała przez 1116 mieszkańców. Od roku 1905 na tej wyspie istnieje federalna kolonia karna. W 2010 na wyspach utworzono rezerwat biosfery.
Niektórzy skazani mogą przebywać z rodzinami. Więźniowie mieszkają w niewielkich domkach, z dostępem do telefonu, telegrafu, telewizji oraz poczty. Dzieci mogą tu uczęszczać do szkoły podstawowej, raz w tygodniu na wyspę przypływa statek marynarki wojennej i przywozi nowe dostawy oraz gości. Więźniowie muszą pracować po kilka godzin dziennie, zarabiając na swoje utrzymanie oraz wdrażają się do życia na wolności. Rano więźniowie muszą się stawić na apelu, a po 21.00 nie wolno im opuszczać kwater.
| Wyspy i Skały   | Powierzchnia km² | Wysokość m | Położenie                                    |
| --------------- | ---------------- | ---------- | -------------------------------------------- |
| San Juanito     | 9.105            | .          | 21°44′48″N 106°40′41″W/21,746667 -106,678056 |
| Piedra El Morro | 0.060            | .          | 21°44′17″N 106°42′11″W/21,738056 -106,703056 |
| María Madre     | 145.282          | 616        | 21°36′57″N 106°34′42″W/21,615833 -106,578333 |
| Isla Don Boni   | 0.025            | .          | 21°32′30″N 106°32′00″W/21,541667 -106,533333 |
| María Magdalena | 70.440           | 457        | 21°27′44″N 106°25′48″W/21,462222 -106,430000 |
| María Cleofas   | 19.818           | 402        | 21°18′44″N 106°14′51″W/21,312222 -106,247500 |
| Piedra Blanca   | 0.172            | .          | 21°19′01″N 106°17′09″W/21,316944 -106,285833 |
| Roca Blanca     | 0.034            | .          | 21°17′44″N 106°16′07″W/21,295556 -106,268611 |
| Unnamed Rock    | 0.034            | .          | 21°17′52″N 106°16′35″W/21,297778 -106,276389 |
| Islas Marías    | 244.970          | 616        | 21°32′N 106°28′W/21,533333 -106,466667       |

## Ludność
| Miejscowość                                 | Liczba mieszkańców | Położenie                                    |
| ------------------------------------------- | ------------------ | -------------------------------------------- |
| Punta el Morro                              | –                  | 21°41′45″N 106°39′19″W/21,695833 -106,655278 |
| Venustiano Carranza (Serradero, Aserradero) | –                  | 21°40′45″N 106°36′45″W/21,679167 -106,612500 |
| Campamento Cica (Bugambilias)               | 190                | 21°40′15″N 106°37′45″W/21,670833 -106,629167 |
| Campamento Nayarit                          | 51                 | 21°39′00″N 106°32′20″W/21,650000 -106,538889 |
| Campamento Rehilete                         | 71                 | 21°38′44″N 106°32′29″W/21,645556 -106,541389 |
| Puerto Balleto (Isla María Madre)           | 602                | 21°37′58″N 106°32′21″W/21,632778 -106,539167 |
| Zacatal                                     | –                  |                                              |
| Camarón                                     | –                  |                                              |
| Campamento Hospital (Veinte de Noviembre)   | 53                 | 21°37′34″N 106°31′55″W/21,626111 -106,531944 |
| Las Antenas                                 | 2                  | 21°37′15″N 106°36′18″W/21,620833 -106,605000 |
| Campamento Morelos (José María Morelos)     | 98                 | 21°36′04″N 106°30′47″W/21,601111 -106,513056 |
| Campamento San Juan Papelillo               | 18                 | 21°35′30″N 106°36′26″W/21,591667 -106,607222 |
| Borbollón (Borbollones)                     | –                  | 21°34′15″N 106°31′00″W/21,570833 -106,516667 |
| Campamento Laguna del Toro                  | 31                 | 21°34′08″N 106°32′37″W/21,568889 -106,543611 |
| Punta Halcones                              | –                  | 21°32′45″N 106°32′30″W/21,545833 -106,541667 |
| María Madre                                 | 1116               | 21°36′57″N 106°34′42″W/21,615833 -106,578333 |